# جولای نوک‌لاغر
جولای نوک‌لاغر (نام علمی: Ploceus pelzelni) نام یک گونه از سرده جولاها است.